# Prémios do Cinema Europeu de 2009
A 22ª Edição dos Prémios do Cinema Europeu (em inglês: 22nd European Film Awards) foi apresentada no dia 12 de dezembro de 2009, por Anke Engelke. Esta edição ocorreu em Bochum, Alemanha.

## Vencedores e nomeados
A cor de fundo       indica os vencedores.

### Melhor filme
| Filme                  | Título no Brasil             | Título em Portugal        | Diretor/Realizador | Produção (país)           |
| ---------------------- | ---------------------------- | ------------------------- | ------------------ | ------------------------- |
| Das weiße Band         | A Fita Branca                | O Laço Branco             | Michael Haneke     | Áustria                   |
| Fish Tank              | Aquário                      | Aquário                   | Andrea Arnold      | Reino Unido               |
| Låt den rätte komma in | Deixe Ela Entrar             | Deixa-me Entrar           | Tomas Alfredson    | Suécia                    |
| Un prophète            | O Profeta                    | Um Profeta                | Jacques Audiard    | França                    |
| The Reader             | O Leitor                     | O Leitor                  | Stephen Daldry     | Alemanha / Estados Unidos |
| Slumdog Millionaire    | Quem Quer Ser um Milionário? | Quem Quer Ser Bilionário? | Danny Boyle        | Reino Unido               |

### Melhor diretor/realizador
| Diretor/Realizador | Nacionalidade (país) | Filme               | Título no Brasil             | Título em Portugal        |
| ------------------ | -------------------- | ------------------- | ---------------------------- | ------------------------- |
| Michael Haneke     | Áustria              | Das weiße Band      | A Fita Branca                | O Laço Branco             |
| Pedro Almodóvar    | Espanha              | Los abrazos rotos   | Abraços Partidos             | Abraços Desfeitos         |
| Andrea Arnold      | Reino Unido          | Fish Tank           | Aquário                      | Aquário                   |
| Jacques Audiard    | França               | Un prophète         | O Profeta                    | Um Profeta                |
| Danny Boyle        | Reino Unido          | Slumdog Millionaire | Quem Quer Ser um Milionário? | Quem Quer Ser Bilionário? |
| Lars von Trier     | Dinamarca            | Antichrist          | Anticristo                   | Anticristo                |

### Melhor ator
| Ator             | Nacionalidade (país) | Filme                      | Título no Brasil             | Título em Portugal        |
| ---------------- | -------------------- | -------------------------- | ---------------------------- | ------------------------- |
| Tahar Rahim      | França               | Un prophète                | O Profeta                    | Um Profeta                |
| Moritz Bleibtreu | Alemanha             | Der Baader Meinhof Komplex | O Grupo Baader Meinhof       | O Complexo Baader Meinhof |
| Steve Evets      | Reino Unido          | Looking for Eric           | À Procura de Eric            | O Meu Amigo Eric          |
| David Kross      | Alemanha             | The Reader                 | O Leitor                     | O Leitor                  |
| Dev Patel        | Reino Unido          | Slumdog Millionaire        | Quem Quer Ser um Milionário? | Quem Quer Ser Bilionário? |
| Filippo Timi     | Itália               | Vincere                    | Vincere                      | Vencer                    |

### Melhor atriz
| Atriz                | Nacionalidade (país) | Filme                 | Título no Brasil                     | Título em Portugal                              |
| -------------------- | -------------------- | --------------------- | ------------------------------------ | ----------------------------------------------- |
| Kate Winslet         | Reino Unido          | The Reader            | O Leitor                             | O Leitor                                        |
| Penélope Cruz        | Espanha              | Los abrazos rotos     | Abraços Partidos                     | Abraços Desfeitos                               |
| Charlotte Gainsbourg | França               | Antichrist            | Anticristo                           | Anticristo                                      |
| Katie Jarvis         | Reino Unido          | Fish Tank             | Aquário                              | Aquário                                         |
| Yolande Moreau       | Bélgica              | Séraphine             | Séraphine                            | Séraphine                                       |
| Noomi Rapace         | Suécia               | Män som hatar kvinnor | Os Homens Que Não Amavam As Mulheres | Millennium 1 - Os Homens que Odeiam as Mulheres |

### Melhor argumentista/roteirista
| Argumentista/Roteirista                                              | Nacionalidade (país)              | Filme                | Título no Brasil             | Título em Portugal        |
| -------------------------------------------------------------------- | --------------------------------- | -------------------- | ---------------------------- | ------------------------- |
| Michael Haneke                                                       | Áustria                           | Das weiße Band       | A Fita Branca                | O Laço Branco             |
| Jacques Audiard Thomas Bidegain Abdel Raouf Dafri Nicolas Peufaillit | França · França · França · França | Un prophète          | O Profeta                    | Um Profeta                |
| Simon Beaufoy                                                        | Reino Unido                       | Slumdog Millionaire  | Quem Quer Ser um Milionário? | Quem Quer Ser Bilionário? |
| Gianni Di Gregorio                                                   | Itália                            | Pranzo di ferragosto | Almoço em Agosto             | Almoço de 15 de Agosto    |

### Melhor diretor de fotografia
| Diretor de fotografia                 | Nacionalidade (país) | Filme                            | Título no Brasil                          | Título em Portugal                     |
| ------------------------------------- | -------------------- | -------------------------------- | ----------------------------------------- | -------------------------------------- |
| Anthony Dod Mantle                    | Reino Unido          | Slumdog Millionaire e Antichrist | Quem Quer Ser um Milionário? e Anticristo | Quem Quer Ser Bilionário? e Anticristo |
| Christian Berger                      | Áustria              | Das weiße Band                   | A Fita Branca                             | O Laço Branco                          |
| Maksim Drozdov Alisher Khamidkhodjaev | Rússia · Rússia      | Bumazhnyy soldat                 |                                           |                                        |
| Stéphane Fontaine                     | França               | Un prophète                      | O Profeta                                 | Um Profeta                             |

### Melhor compositor
| Compositor        | Nacionalidade (país) | Filme                  | Título no Brasil                     | Título em Portugal                              |
| ----------------- | -------------------- | ---------------------- | ------------------------------------ | ----------------------------------------------- |
| Alberto Iglesias  | Espanha              | Los abrazos rotos      | Abraços Partidos                     | Abraços Desfeitos                               |
| Alexandre Desplat | França               | Coco avant Chanel      | Coco antes de Chanel                 | Coco avant Chanel                               |
| Jacob Groth       | Dinamarca            | Män som hatar kvinnor  | Os Homens Que Não Amavam as Mulheres | Millennium 1 - Os Homens que Odeiam as Mulheres |
| Johan Söderqvist  | Suécia               | Låt den rätte komma in | Deixe Ela Entrar                     | Deixa-me Entrar                                 |

### Melhor documentário
| Documentário                                  | Título no Brasil   | Título em Portugal                       | Diretor/Realizador         | Produção (país)                               |
| --------------------------------------------- | ------------------ | ---------------------------------------- | -------------------------- | --------------------------------------------- |
| Das summen der insekten - Bericht einer mumie |                    |                                          | Peter Liechti              | Suíça                                         |
| Ako sa varia dejiny                           |                    |                                          | Péter Kerekes              | Eslováquia / Chéquia / Áustria / Finlândia    |
| Below Sea Level                               |                    |                                          | Gianfranco Rosi            | Itália / Estados Unidos                       |
| Burma VJ: Reporter i et lukket land           |                    | Burma VJ - Reportando de um País Fechado | Anders Østergaard          | Dinamarca                                     |
| Les damnes de la mer                          |                    |                                          | Jawad Rhalib               | Bélgica                                       |
| Hashmatsa                                     |                    |                                          | Yoav Shamir                | Dinamarca / Áustria / Israel / Estados Unidos |
| Die frau mit den 5 elefanten                  |                    | A Mulher com 5 Elefantes                 | Vadim Jendreyko            | Suíça / Alemanha                              |
| Das herz von Jenin                            |                    | O Coração de Jenin                       | Leon Geller Marcus Vetter  | Alemanha                                      |
| Pianomania                                    |                    |                                          | Robert Cibis Lilian Franck | Alemanha / Áustria                            |
| Les plages d'Agnès                            | As Praias de Agnès | As Praias de Agnès                       | Agnès Varda                | França                                        |

### Melhor filme de animação
| Filme                                   | Título no Brasil                   | Título em Portugal         | Diretor/Realizador           | Produção (país)                            |
| --------------------------------------- | ---------------------------------- | -------------------------- | ---------------------------- | ------------------------------------------ |
| Mia et le Migou                         |                                    | Mia e os Migous            | Jacques-Rémy Girerd          | França / Itália                            |
| Niko Lentäjän Poika                     | Um Voo Encantado em Noite de Natal | Niko na Terra do Pai Natal | Michael Hegner Kari Juusonen | Finlândia / Alemanha / Dinamarca / Irlanda |
| The Sound of Insects: Record of a Mummy |                                    |                            | Tomm Moore Nora Twomey       | França / Bélgica / Irlanda                 |

### Filme revelação
| Filme         | Título no Brasil | Título em Portugal | Diretor/Realizador        | Produção (país)       |
| ------------- | ---------------- | ------------------ | ------------------------- | --------------------- |
| Katalin Varga |                  | Katalin Varga      | Peter Strickland          | Roménia / Reino Unido |
| Ajami         |                  |                    | Scandar Copti Yaron Shani | Alemanha / Israel     |
| Gagma napiri  |                  |                    | George Ovashvili          | Geórgia / Cazaquistão |
| Sois sage     |                  |                    | Juliette Garcias          | França / Dinamarca    |
| Sonbahar      |                  |                    | Özcan Alper               | Turquia / Alemanha    |

### Prémio FIPRESCI
| Filme   | Título no Brasil | Título em Portugal | Diretor/Realizador | Produção (país) |
| ------- | ---------------- | ------------------ | ------------------ | --------------- |
| Tatarak | Doce Perfume     |                    | Andrzej Wajda      | Polónia         |

### Melhor curta-metragem
Os nomeados para Melhor Curta-Metragem foram selecionados por um júri independente em vários festivais de cinema por toda a Europa.
| Curta-metragem                              | Diretor/Realizador | Produção (país)             | Festival                  |
| ------------------------------------------- | ------------------ | --------------------------- | ------------------------- |
| Poste Restante                              | Marcel Łoziński    | Polónia                     | Festival de Cracóvia      |
| Zwemles                                     | Danny de Vent      | Bélgica                     | Festival de Gent          |
| 14                                          | Asitha Ameresekere | Reino Unido                 | Festival de Cork          |
| Lägg M för mord                             | Magnus Holmgren    | Suécia                      | Festival de Valladolid    |
| Was Bleibt                                  | David Nawrath      | Alemanha                    | Festival de Angers        |
| Die Leiden des herren karpf. Der geburtstag | Lola Randl         | Alemanha                    | Festival de Berlim        |
| Szklana Pulapka                             | Paweł Ferdek       | Polónia                     | Festival de Tampere       |
| Between Dreams                              | Iris Olsson        | França / Rússia / Finlândia | Festival de Grimstad      |
| Peter in Radioland                          | Johanna Wagner     | Reino Unido                 | Festival de Edimburgo     |
| Renovare                                    | Paul Negoescu      | Alemanha / Roménia          | Festival de Vila do Conde |
| The Herd                                    | Ken Wardrop        | Irlanda                     | Festival de Sarajevo      |
| Sinner                                      | Meni Philip        | Israel                      | Festival de Veneza        |
| Bonne Nuit                                  | Valéry Rosier      | Bélgica / França            | Festival de Drama         |

### Melhor coprodução - Prémio Eurimages
- Diana Elbaum
- Jani Thiltges

### Prémio de carreira
- Ken Loach

### Prémio de mérito europeu no Cinema Mundial
- Isabelle Huppert

### Prémio de Excelência
| Pessoa(s)                                                          | Atividade      | Filme                      | Título no Brasil       | Título em Portugal        |
| ------------------------------------------------------------------ | -------------- | -------------------------- | ---------------------- | ------------------------- |
| Brigitte Taillandier Francis Wargnier Jean-Paul Hurier Marc Doisne | sonoplastas    | Un Prophète                | O Profeta              | Um Profeta                |
| Francesca Calvelli                                                 | montadora      | Vincere                    | Vincere                | Vencer                    |
| Catherine Leterrier                                                | figurinista    | Coco avant Chanel          | Coco antes de Chanel   | Coco avant Chanel         |
| Waldemar Pokromski                                                 | caracterizador | Der Baader Meinhof Komplex | O Grupo Baader Meinhof | O Complexo Baader Meinhof |

### Prémio do Público
O vencedor do Prémio Escolha do Público foi escolhido por votação on-line.
| Filme                      | Título no Brasil                     | Título em Portugal                              | Diretor/Realizador | Produção (país)             |
| -------------------------- | ------------------------------------ | ----------------------------------------------- | ------------------ | --------------------------- |
| Slumdog Millionaire        | Quem Quer Ser um Milionário?         | Quem Quer Ser Bilionário?                       | Danny Boyle        | Reino Unido                 |
| Der Baader Meinhof Komplex | O Grupo Baader Meinhof               | O Complexo Baader Meinhof                       | Uli Edel           | Alemanha / França / Chéquia |
| Los abrazos rotos          | Abraços Partidos                     | Abraços Desfeitos                               | Pedro Almodóvar    | Espanha                     |
| Coco avant Chanel          | Coco antes de Chanel                 | Coco avant Chanel                               | Anne Fontaine      | França / Bélgica            |
| The Duchess                | A Duquesa                            | A Duquesa                                       | Saul Dibb          | Reino Unido                 |
| Fly Me to the Moon         | Os Mosconautas no Mundo da Lua       | Os Mosconautas no Mundo da Lua                  | Ben Stassen        | Bélgica / Estados Unidos    |
| Män som hatar kvinnor      | Os Homens que Não Amavam as Mulheres | Millennium 1 - Os Homens que Odeiam as Mulheres | Niels Arden Oplev  | Suécia                      |
| Låt den rätte komma in     | Deixe Ela Entrar                     | Deixa-me Entrar                                 | Tomas Alfredson    | Suécia                      |
| Pranzo di ferragosto       | Almoço em Agosto                     | Almoço de 15 de Agosto                          | Gianni di Gregorio | Itália                      |
| Transporter 3              | Correio de Risco 3                   | Carga Explosiva 3                               | Olivier Megaton    | França / Reino Unido        |

## Netografia
- «Vencedores dos EFA 2009» (em inglês)
- «Nomeados para os EFA 2009» (em inglês)